# Jehegnadzor
Yeghegnadzor (örményül: Եղեգնաձոր) város Örményországban, Vajoc Dzor tartomány székhelye. A 2016. évi népszámlálási adatok szerint Yeghegnadzor lakossága körülbelül 6600 fő volt, a 2011. évi népszámláláskori 7944 fővel szemben.

## Fekvése
Jerevántól közúton 123 km-re délkeletre található, a Srkghonk folyó partján (örmény nyelven: Սրկղոնք), 1194 méter tengerszint feletti magasságban.

## Nevének eredete
A Yeghegnadzor név két örmény szóból tevődik össze: yegheg (örmény nyelven: եղեգ) jelentése nád (nádvessző), és dzor (örmény nyelven: ձոր) jelentése völgy. A város neve tehát "a vesszők völgye".

## Története

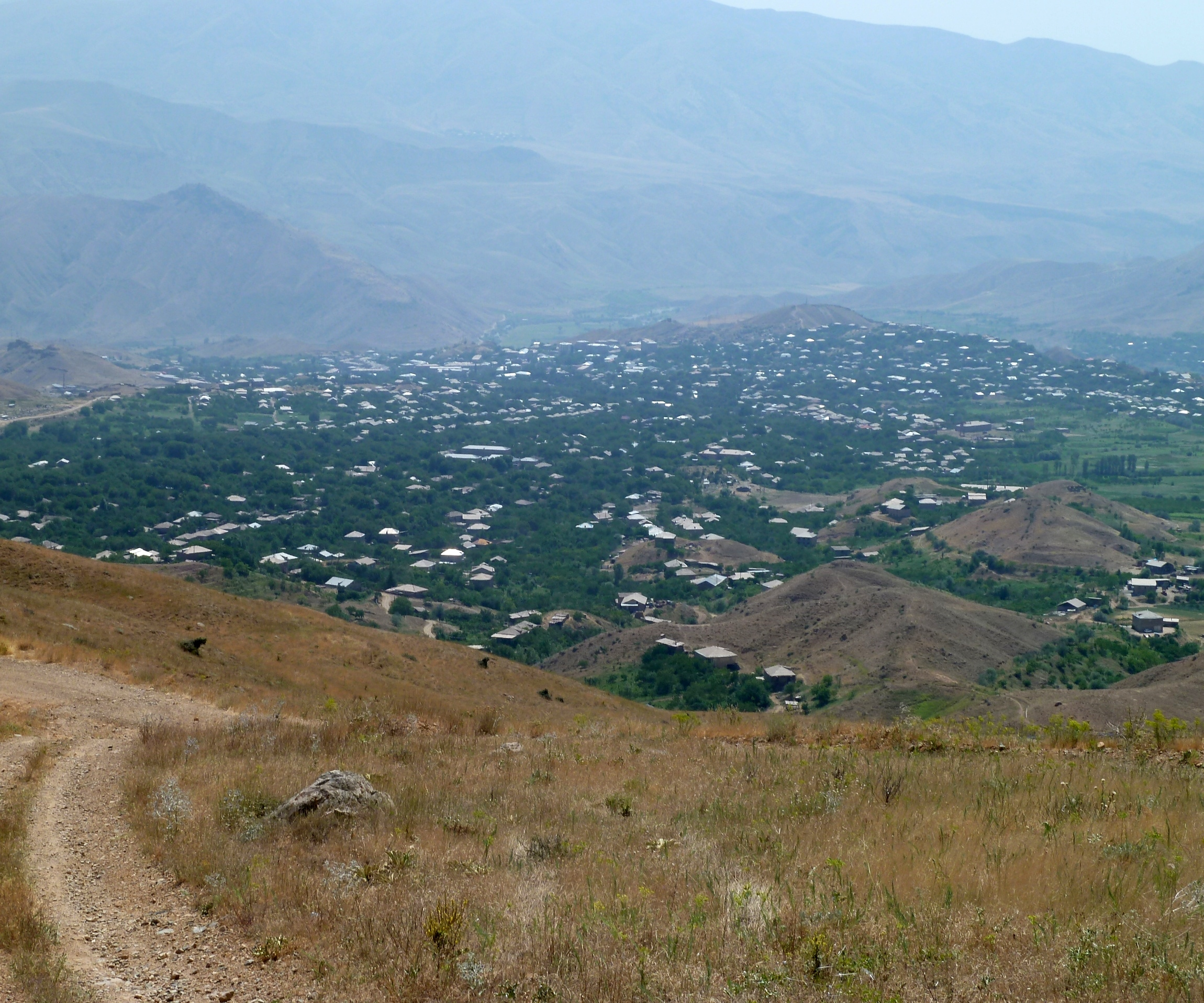
Yeghegnadzor látképe

A települést először az 5. században említették Pondzatagh néven. Történelmileg a Syunik Vajoc Dzor kantonhoz tartozik; Nagy-Örményország 9. tartománya. A feltárt temető és a Kr. e. 1. évezredből származó mauzóleum maradványai azonban azt bizonyítják, hogy a terület már jóval az 5. század előtt benépesült. A város közelében található urart-i erőd maradványai a Kr. e. 7. századból származnak.
A 9. század első negyedévének történeti adatai szerint, amikor syunat-i Fülöp herceg Sisianból Vajoc Dzorba költözött és Yeghegiszben megerősítette az uralmát, akkor a Yeghegnadzor vagy Yeghegyats Dzor név az egész tartományban elterjedt. A középkorban a selyemút áthaladt Vajoc Dzor területén, főként az az út, amely Martuni városát jelenleg összekapcsolja Yeghegnadzorral. Számos jelentős templom, szerzetesi komplexum, híd és karavánszeráj is épült a térségben a 10. és a 13. század között, amikor Yeghegnadzor a Siunia dinasztia uralma alatt a Syunik Királyság része volt.
A 16. század elején Kelet-Örményország a Szafavida perzsák uralma alá került. Yeghegnadzor területe az Erivan Beglárbégi, majd később az Erivan Kánátus részévé vált. A 16. és 17. század közötti időszakot Yeghegnadzor történetének legsötétebb időszakának tekintik. A régiót többször is csatatérré változtatták a török és iráni törzsek megszálló csapatai. Ennek eredményeként számos jelentős műemlék és virágzó falu pusztult el, a lakosság pedig kitelepült. 1747-ben Yeghegnadzor az újonnan megalakult Nahicseván Kánság részévé vált. A 19. század elején Yeghegnadzort Keshishkend néven ismerték.
Az 1826–28-as orosz-perzsa háborút követően 1828-ban az Orosz Birodalom és Perzsia között aláírt Turkmenchay-i szerződés eredményeként Kelet-Örményország számos területe - beleértve Vajoc Dzort is - az Orosz Birodalom részévé vált. 1828-30-ban Salmas és Khoy iráni városokból sok örmény családot telepítettek át Kelet-Örményországba, különösen azokra a területekre, amelyek később 1840-ben az Eriván kormányzóság részévé váltak. Az örmény telepesek első hulláma a Vajoc Dzor régióba érkezett. 1828-1829. 1870-ben Yeghegnadzor az újonnan megalakult Sharur-Daralagezsky Uyezd részévé vált, az Orosz Birodalom Eriván kormányzóságában.
A város 1918 és 1920 között a rövid életű Örmény Köztársaság része volt. Örményország szovjetizálása után a város a szovjet uralommal szembeni ellenállás egyik meghatározó központjává vált, és Garegin Nzhdeh vezetésével létrehozta az el nem ismert Hegyvidéki Örményország Köztársaságot. Miután 1921 júliusában a terület a bolsevikokhoz került, az örmény SSR részévé vált.
A várost 1935-ig Keshishkend néven ismerték, amikor a bolsevik vezető Anastas Mikoyan után Mikoyannak nevezték el. 1956. december 6-án a várost Yeghegnadzornak nevezték át, helyreállítva ezzel a történelmi nevét.
Örményország 1991-es függetlenségét követően Yeghegnadzor az 1995-ös közigazgatási reformok szerint az újonnan megalakult Vajoc Dzor tartomány székhelye lett.

## Földrajz és éghajlat
Yeghegnadzor 1194 méter tengerszint feletti magasságon helyezkedik el. Az alsó- és a közép-felvidék főként félsivatag. A város a Srkghonk folyó jobb és bal partján épült, amely az Arpa folyó mellékfolyója. A várost északról közvetlenül a Gladzor falu határolja.
A város éghajlata forró nyári nedves kontinentális (Köppen klímaosztályozás Dfa). Nagy a napi hőingás és az átlagos évi csapadékmennyiség 400 mm.

## Fordítás
- Ez a szócikk részben vagy egészben  a   Yeghegnadzor című angol Wikipédia-szócikk ezen változatának fordításán alapul.  Az eredeti cikk szerkesztőit annak laptörténete sorolja fel. Ez a jelzés csupán a megfogalmazás eredetét és a szerzői jogokat jelzi, nem szolgál a cikkben szereplő információk forrásmegjelöléseként.